# 縣主神社 (美濃加茂市)
縣主神社（あがたぬしじんじゃ）は、岐阜県美濃加茂市（旧加茂郡太田町）にある神社。県主神社にも作る。加茂神社（美濃加茂市）、坂祝神社（加茂郡坂祝町）とあわせて、三加茂神社（三賀茂神社）と称する。

## 祭神
- 彦坐王命

彦坐王は開化天皇の皇子。律令制以前の加茂郡には朝廷の直轄地（県）が置かれ、鴨県主が治めていたと考えられるが、彦坐王（命）はその祖先に当たる。祈雨に霊験があるとされる。

## 由緒
創建時期は不明。社説に当地を治めた鴨県主が祖先の彦坐王を祀ったものといい、また彦坐王がこの地にやってきて治めていたのだが、その子孫が県主となり創建したともいうが、鎮座地付近には群集墳があり、当地を開発したであろう鴨県主一族との関連が疑われる。なお、彦坐王は美濃国本巣郡の豪族と思われる本巣国造の祖である神大根王の父王とされ、その神大根王は美濃国造ともされ、牟義都国造の国造氏族である身毛津君（むげつのきみ）もその祖である大碓命が神大根王の女（むすめ）を娶るなど、本巣、武儀両郡に関係しており、そこから加茂郡とこの両郡は統治者が血縁関係にあって、それぞれが密接な関係を持ちつつ発展したものと考えられ、大宝2年（702年）の戸籍（『正倉院文書』）にも鴨県主と身毛津君との姻戚関係を窺わせる記録がある。
社伝によると貞観年中（859-77年）に美濃国の国司として赴任した在原行平が社殿を修復したというが、これは弟の業平が元慶4年（880年）に美濃権守で卒しているため、それと混同された可能性がある。『延喜式神名帳』では小社に列しているが（式内国幣小社）、上述3郡中、本巣、武儀の両郡には1社も登載されていないので、これは同族中の勢力関係や消長を示すものであるかも知れない。なお、一説では式内社の縣主神社ではなく、その摂社が現在の縣主神社となったという。
その後康平5年（1062年）、前九年の役の際、加茂次郎義綱が兄の源義家の援軍として陸奥国へ向かう途中で当地に立ち寄り、蜂屋村（現美濃加茂市蜂屋町）鎮座の加茂神社（三加茂神社の一）が自らの仮名（加茂次郎）に縁ありと戦捷を祈願し、陸奥平定後の延久年中（1069-74年）に義綱が美濃国司に就任、山田時貞に命じて京都の賀茂神社に倣って加茂神社を「上賀茂」、当神社を「下賀茂」と号して修造し、両社に社領7段1畝12歩を寄進したというが、義綱が美濃国司となったのは嘉保2年（1095年）でしかも僅かの期間であったにすぎないため、これは京都賀茂神社にあやかった作話と見られ、或いは当時当地に蟠踞していた美濃源氏の何者かの初伝が紛れた可能性がある。もっとも、平安時代後期に編纂されたと思われる国内神名帳の『美濃国神名記』には「従二位 県主大神」と見えるので、当時郡内の大社であった事は確実である。
社伝に室町時代には大桑城主の土岐氏の崇敬を受け、加茂郡内の総社とされたというが、他に徴すものもなく不明。江戸時代は加茂大明神と称され、明治6年（1973年）に現社名に復称するとともに郷社に列し、同40年（1907年）3月27日、神饌幣帛料供進神社の指定を受けた。

## 祭祀
旧くは9月9日を例祭日とし、神輿渡御や競馬が行われる盛大なものであったがいつしか廃れ、昭和年中（1926-89年）に祭日を4月4日に変更、更に昭和52年（1977年）からは現行4月第1日曜日になり、旧太田町鎮座の6神社合同で神輿が出されるに過ぎなくなっている。

## 交通
- 長良川鉄道前平公園駅より徒歩約10分
- あい愛バス加茂野線「懸主神社入口」バス停下車、徒歩すぐ
月・木運転